# Kabinet-Marlin II
Het kabinet-Marlin II was van december 2016 tot januari 2018 het kabinet van het land Sint Maarten. Het trad aan op 20 december 2016 als opvolger van het kabinet-Marlin I met een vergelijkbare politieke kleur en werd gevormd na de Statenverkiezingen van 2016.
Na de verkiezingen nodigde de gouverneur de leider van de grootste partij, William Marlin (NA) uit om een kabinet te vormen. Het formatieproces duurde ruim twee maanden. Het gevormde kabinet bestaat uit de Nationale Alliantie (NA), United St. Maarten Party (USP) en de Democratische Partij (DP) en steunt op een meerderheid van 10 van de 15 zetels in de Staten van Sint Maarten. Minister-president werd William Marlin, die ook het voorgaande kabinet leidde.
Al onder het voorgaande kabinet bestonden spanningen met de Rijksministerraad en in het bijzonder de Nederlandse Minister voor Koninkrijksrelaties, Ronald Plasterk op het gebied van integriteit. In maart maakte Plasterk bekend via de Rijksministerraad de instelling van een integriteitskamer te willen afdwingen, iets dat Marlin wil blokkeren.

## Aftreden
In september 2017 kreeg het kabinet te maken met de impact en nasleep van orkaan Irma, waarbij Marlin scherpe kritiek leverde op de hulp die vanuit Nederland werd geleverd door de mariniers. Na de orkaan was sprake van plunderingen en op 9 september riep de regering van Sint Maarten de noodtoestand uit om hiertegen op te kunnen treden. De Nederlandse regering had aan de verlening van hulpgeld de voorwaarden verbonden dat er een integriteitskamer en extra grensbewaking zouden komen. Marlin wees die voorwaarden in eerste instantie af, maar drie coalitiegenoten tekenden, op 31 oktober, een daartoe strekkende motie toch. Marlin besloot uiteindelijk na het aannemen van de motie alsnog in te stemmen met de voorwaarden van Nederland. Op 2 november 2017 namen de Staten van Sint Maarten vervolgens toch een motie van wantrouwen aan tegen Marlin en vijf van zijn ministers.  Marlin bood diezelfde middag het ontslag van zijn kabinet aan, aan gouverneur Eugene Holiday, maar stapte niet meteen op. De Staten van Sint Maarten besloten daarom op 10 november nogmaals een motie van wantrouwen aan te nemen, met als doel het onmiddellijk opstappen van Marlin en het aanstellen als Rafael Boasman als interim-premier.

### Aanwijzing van de Rijksministerraad
Toen Marlin na die motie de gouverneur niet verzocht zijn ontslag met onmiddellijke ingang te effectueren, besloot de Rijksministerraad een aanwijzing te geven. Op 24 november 2017 heeft de Rijksministerraad een koninklijk besluit vastgesteld, waarin de gouverneur werd opgeroepen stappen te ondernemen die zouden bevorderen dat Marlin werd ontslagen en opgevolgd.
Na de aanwijzing besloot premier alsnog met onmiddellijke ingang te vertrekken. Rafael Boasman werd vervolgens benoemd tot minister-president en minister van Algemene Zaken. Boasman was verantwoordelijk voor het kabinet, tot de vorming van een interim-kabinet dat verantwoordelijk zou zijn voor de organisatie van de Statenverkiezingen van 2018. Op 15 januari werd het kabinet opgevolgd door het interim-kabinet kabinet-Marlin-Romeo I

## Samenstelling[3][16]
| Ministerie | Minister                   | Partij | Opmerkingen            |
| --- | -------------------------- | ------ | ---------------------- |
| Minister-President en tevens Minister van Algemene Zaken                                                          | William Marlin             | NA     | tot 24 november 2017   |
| Minister-President en tevens Minister van Algemene Zaken                                                          | Rafael Boasman             | USP    | vanaf 24 november 2017 |
| Minister van Justitie                                                                                             | Rafael Boasman             | USP    |                        |
| Minister van Financiën                                                                                            | Richard Gibson             | NA     |                        |
| Minister van Volkshuisvesting, Ruimtelijke Ordening, Milieu en Infrastructuur                                     | Christopher Emmanuel       | NA     |                        |
| Minister van Onderwijs, Cultuur, Jeugd- en Sportzaken                                                             | Silveria Jacobs            | NA     |                        |
| Minister van Volksgezondheid, Sociale Ontwikkeling en Arbeidszaken                                                | Emil Lee                   | DP     |                        |
| Minister van Toerisme, Economische Zaken, Vervoer en Communicatie                                                 | Rafael Boasman (interim)   | USP    | tot 4 april 2017       |
| Minister van Toerisme, Economische Zaken, Vervoer en Communicatie                                                 | Mellissa Arrindell-Doncher | USP    | vanaf 4 april 2017     |
| Gevolmachtigd minister van Sint Maarten                                                                           | Henrietta Doran-York       | NA     |                        |
| De gevolmachtigd minister van Sint Maarten maakt geen deel uit van het kabinet, maar wel van de Rijksministerraad |                            |        |                        |